# Ovipennis dudgeoni
Ovipennis dudgeoni är en fjärilsart som beskrevs av Henry John Elwes 1890. Ovipennis dudgeoni ingår i släktet Ovipennis och familjen björnspinnare. Inga underarter finns listade i Catalogue of Life.